# 国民革命军骑兵第三军
国民革命军骑兵第三军是國民革命軍的一支騎兵，历史上2次组建。

## 西北军系的第二十九军骑兵部队第1次组建
1937年8月31日，第二十九军骑兵部队扩编为骑兵第3军。
- 军长郑大章（保定军校第一期骑科）
- 骑兵第4师：师长王奇峰
- 骑兵第9师：师长郑大章兼

该军参加了津浦路北段沿线作战和徐州会战。由于军马难以补充，1938年6月该军番号撤消。

## 绥东骑兵司令部骑兵部队组成的骑兵第3军
1941年1月1日，晉陝綏邊區總司令部下属的绥东骑兵司令部改编为骑兵第3军：
- 军长郭希鵬（东北军骑兵军副军长、骑兵第二军副军长）
- 副军长：王天任、吴允周（黄埔三期）
- 骑兵第9师：师长张德顺。为西北军系第二十九军骑兵组建。原师长郑大章投汪精卫政权。
- 骑兵第10师：师长谭辅烈（黄埔一期）。原为中央军骑兵第11旅。

1942年7月，骑兵第10师改隶第九十一军准备入疆，另以新编第3师改为新编骑兵第7师，拨归该军建制。此时该军下辖骑兵第9师（张占魁）、新编骑兵第7师（白海风）。1943年9月28日该军隶属第38集团军，郭希鹏升任第3集团军副总司令，贺光谦（黄埔一期）任军长，姚黎天、吴农华任副军长，隶属第八战区，驻防陕西陇县。1945年4月，新编骑兵第7师被裁减，并入骑兵第9师。1945年7月，该军番号撤消，骑兵第9师改为第一战区直辖。